# Östliches Irmawallaby
Das Östliche Irmawallaby (Notamacropus greyi) ist eine ausgestorbene Känguruart aus der Gattung der Wallabys (Notamacropus).
Der Artzusatz im wissenschaftlichen Namen ehrt den Forschungsreisenden Sir George Grey, der zwei Exemplare zur Erstbeschreibung an das British Museum for Natural History übergab.
Östliche Irmawallabys waren relativ kleine Vertreter der Wallabys. Sie wiesen den typischen Körperbau der meisten Kängurus mit den langen, kräftigen Hinterbeinen, dem muskulösen Schwanz und den kurzen Vorderpfoten auf. Ihr Fell war vorwiegend grau gefärbt, die Unterseite war heller, die Hände und die Füße waren schwarz gefärbt. Am Ende des Schwanzes befand sich eine Quaste mit hellen Haaren.
Notamacropus greyi

Link zum Bild

Diese Kängurus lebten im südöstlichen Australien. Ihr Verbreitungsgebiet umfasste den Südosten von South Australia und eventuell angrenzende Teile von Victoria. Ihr Lebensraum waren offene Gebiete wie Heide- und Grasländer. Sie lebten in Gruppen und ernährten sich vorwiegend von Gräsern.
Bis zum Anfang des 20. Jahrhunderts galt die Art als häufig, dann setzte ein dramatischer Rückgang der Populationen ein. Die Gründe dafür lagen zum einen in der Umwandlung ihres Lebensraums in Weidegebiete, zum anderen in der Nachstellung durch eingeschleppte Raubtiere und zum dritten in der Bejagung – sowohl wegen ihres Felles als auch aus Sportgründen. Das letzte bekannte freilebende Exemplar starb 1924, einige Tiere in Gefangenschaft überlebten bis zum Jahr 1937.

## Belege
1. ↑  Conder & Strahan (Hrsg.): Dictionary of Australian and New Guinean Mammals. CSIRO PUBLISHING, 2007, ISBN 978-0-643-10006-0, S. 71 (Macropus greyi).